# Hugo Kaeseberg

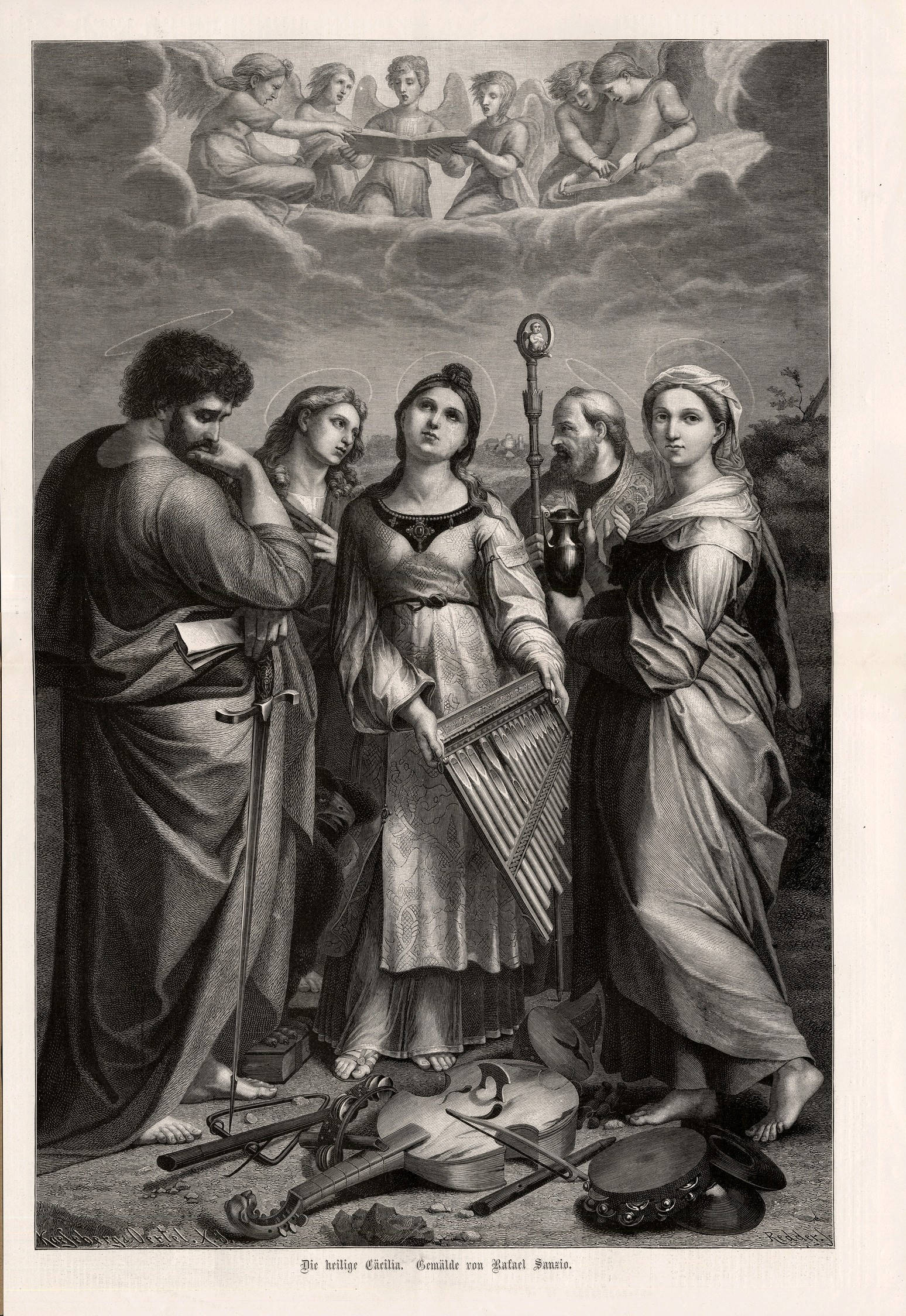
Holzschnitt Die heilige Cäcilia

Holzschnitt für Brehms Tierleben

Panorama von Jerusalem

August Hugo Käseberg (* 21. November 1847 in Grimma; † 17. August 1893 ebenda) war ein deutscher Grafiker und Unternehmer, der sich auf Holzschnitte spezialisiert hatte. Er gründete 1871 die Firma Hugo Käseberg Xylographisches Institut in Leipzig und wurde 1879 einer der beiden Teilhaber der Firma Käseberg & Oertel, die auf die Belieferung von Verlegern mit Holzschnitten zu bebilderten Druckwerken spezialisiert war. Bekannt wurde er u. a. durch seine Arbeiten für Die Gartenlaube und Deutsche Jugend. 1876 war er mit Werken auf der Centennial Exhibition in Philadelphia, der ersten Weltausstellung in den Vereinigten Staaten, vertreten. 1879 erhielt er „für ausgezeichnete Leistungen auf dem Gebiete der Xylographie, besonders im Tonschnitt“ auf der Kunstgewerbeausstellung in Leipzig den ersten Preis. Er war Mitglied des Künstlerhauses Wien.

## Leben
Käseberg war einer der Schüler von Flegel und zunächst als Gehilfe bei Edmund Kretzschmar tätig, bevor er sich als Künstler, Holzschneider und Unternehmer selbstständig machte. Nach eigener Ateliersgründung 1871 in Leipzig, Blumengasse 4, schloss er sich 1879 mit Kaspar Oertel zur Firma Käseberg & Oertel in Leipzig zusammen. Bereits im Jahr der Gründung des eigenen Ateliers wurde er 1871 als erstes korrespondierendes Mitglied in die Genossenschaft der bildenden Künstler Wiens aufgenommen. 1877 stellte er mehrere seiner Holzschnitte auf chinesischem Papier im Bayerisches Gewerbemuseum Nürnberg aus und erhielt dafür einen zweiten Preis.
Ab 1872 schrieb er sich für sein internationales Publikum auch Kaeseberg.
Zu seinen Schülern zählt u. a. Oswald Gresse.

## Werke (Auswahl)
Käseberg lieferte gemeinsam mit Oertel Holzschnitte u. a. für folgende Publikationen:
- E. T. A. Hoffmann: Meister Martin der Küfner und seine Gesellen. 1875
- Quentin Durward. 1876
- Faustszene: Nacht, Faust und Erdgeist. 1880
- Faustszene: Walpurgisnacht. 1880
- Der Rattenfänger von Hameln : Eine Aventiure. 1883
- Die 800-Jahr-Feier des sächsischen Herrscherhauses Wettin in der Illustrierten Zeitung vom 22. Juni 1889
- Faustszene: Auerbachskeller. 1900
- Brehms Tierleben.
- Olympische Spiele: Rekonstitution des olympischen Rennens.

Zu den zahlreichen lose erwerbbaren Holzschnitten zählen:
- Das Sechseläuten in Zürich. 1880.
- Dresden. Souvenierblatt nach Winkler. 1888.

## Auszeichnungen
- 1871 Kleine silberne Medaille des Akademischen Rates zu Dresden
- 1877 Zweiter Preis des Bayerischen Gewerbemuseums in Nürnberg
- 1879 Erster Preis der Kunstgewerbeausstellung in Leipzig in der Gruppe „Graphische Künste und Gewerbe“